# Фалкарра
Фалкарра (англ. Falcarragh; ирл. An Fál Carrach) — деревня в Ирландии, находится в графстве Донегол (провинция Ольстер).

## Демография
Согласно переписи 2006 года население составляло 842 человека, тогда как в 2002 году было 852 человека. Таким образом, фиксируется убыль населения.
Данные переписи 2006 года:
| Общие демографические показатели |               |                               |                               |      |      |
| Всё население                    | Всё население | Изменения населения 2002—2006 | Изменения населения 2002—2006 | 2006 | 2006 |
| 2002                             | 2006          | чел.                          | %                             | муж. | жен. |
| 852                              | 842           | −10                           | −1,2                          | 372  | 470  |